# Шарада (загадка)
Шара́да (фр. charade, от окс. charrado — букв. «беседа, болтовня») — разновидность загадки. Игра в шарады — салонная игра. Иногда словом «шарада» называют тайну, загадку вообще.
Шарада представляет собой разбиение слова на слоги или другие части, формально не являющиеся слогами, таким образом, что каждый «слог» имеет смысл самостоятельного слова. После чего, как в загадке, даётся описание каждого из этих слов-слогов (например, факт + ура = фактура). Понятие слога в шарадах не совпадает с понятием слога в фонетике. Слог в шараде лишь в частном случае может представлять собой фонетический слог, но может состоять и из нескольких фонетических слогов, а может вообще не содержать гласных.
Слоги в шарадах могут быть любой части речи: глаголы, существительные, прилагательные, в отличие от других головоломок. Чаще всего шарады представлены в стихах. При этом задуманное слово распадается на односложья.
В русском языке можно найти более 6000 нарицательных существительных, которые можно легко разложить на слоги. Но не все из них можно применить при формировании шарады. Так, например, слог РУК в слове макроструктура означает народ во Вьетнаме.
В фольклоре шарады почти неизвестны; в письменной литературе (с осознанием зримого членения слова) были популярны в салонной культуре 17—18 веков (в форме стихотворений и инсценировок).
Пример:
Мой первый слог — на дереве,

Второй мой слог — союз.

А в целом я — материя

И на костюм гожусь.

(сук-но)
Одной из популярных модификаций шарад являются метаграммы, в которых зашифрованное слово изменяется (булка/белка):

Меня ты не напрасно ценишь —
Тебя насытить я могу.
Но если «у» на «е» ты сменишь,
Я по деревьям побегу.